# アメリカ合衆国二国間関係ファクトシート
アメリカ合衆国二国間関係ファクトシート（アメリカがっしゅうこくにこくかんかんけいファクトシート、英語: U.S. Bilateral Relations Fact Sheets）、旧称背景覚書（はいけいおぼえがき、英: Background Note）は、アメリカ合衆国国務省による出版物。世界中の独立国、一部の海外領土・自治領の領土、国民、歴史、政府、政治情勢、経済、国際関係について記述している。国務省のウェブサイトで閲覧できる。